# 水须藓属
水须藓属（学名：Hydropogon）为锦藓科的一个属。

## 物种
本属包括以下物种：
- 缺齿水须藓 Hydropogon gymnostomum (Schimp.) Mitt.